# Убийство Тары Гринстед
Тара Фэй Гринстед (англ. Tara Faye Grinstead; 14 ноября 1974, Хокинсвилл, Джорджия, США — 22 октября 2005, Осилла, Джорджия, США) — учитель истории средней школы из Оциллы, штат Джорджия, США, пропавшая без вести 22 октября 2005 года и официально признанная умершей после безуспешных поисков и расследования дела.
23 февраля 2017 года Бюро расследований Джорджии (GBI) провело пресс-конференцию, на которой было официально объявлено о получении наводки, которая привела к аресту Райана Александра Дьюка за убийство и сокрытие тела Тары Гринстед.    3 марта 2017 года был осуществлен арест бывшего одноклассника Райана Дьюка Бо Дьюкса, которому были предъявлены обвинения в попытке скрыть убийство, воспрепятствовании задержанию и фальсификации улик.

## Ранняя жизнь
Гринстед родилась 14 ноября 1974 года в Хокинсвилле, штат Джорджия, в семье Билла и Фэй (в девичестве Беннетт) Гринстед. У нее была родная сестра, Анита Гринстед. Гринстед выиграла титул «Мисс Тифтон» в 1999 году и участвовала в конкурсе красоты «Мисс Джорджия». Ее выигрыши в этом и многих других конкурсах, в которых она участвовала, помогли ей оплатить обучение в колледже. Гринстед окончила Средний Колледж Джорджии в Кокран и в 2003 году получила степень магистра в области образования в Университете Валдоста. В 1998 году начала преподавать историю в средней школе округа Эруин в Осилле.

## Исчезновение
22 октября 2005 года, в ночь перед исчезновением, Гринстед посетила конкурс красоты, на котором она была тренером молодых участниц, после чего посетила барбекю. 24 октября, утром в понедельник, она не вышла на работу. Коллеги Гринстед вызвали полицию, которая отправилась в дом, где она жила. Они нашли мобильный телефон Гринстед в доме и ее машину снаружи. Ее сумочка и ключи исчезли.
Местная полиция немедленно позвонила в Бюро расследований Джорджии (GBI), почувствовав, что «что-то не так» и дело выходит за рамки возможностей полицейского управления маленького городка. GBI не обнаружило следов взлома и следов борьбы.
The Atlanta Journal-Constitution процитировала слова директора средней школы округа Эруин Бобби Коннера: «Мы небольшое сообщество, и это действительно тронуло нас, потому что это то, о чем вы обычно читаете, как о произошедшем в другом месте. Это человек с потрясающей, притягательной личностью, и дети ее просто обожают».

## Расследование
В 2008 году дело Гринстед вновь привлекло внимание благодаря репортажу в шоу CBS News «48 Hours Mystery», в котором отмечалось сходство исчезновения Гринстед с исчезновением другой молодой женщины, Дженнифер Кессе, в Орландо, штат Флорида, три месяца спустя.

В связи с этой историей полиция сообщила, что они обнаружили след ДНК на латексной перчатке, которая была найдена во дворе Гринстед, «всего в двух шагах от ее крыльца», согласно интервью с Гэри Ротвеллом из GBI:
Ротвелл не назвал в качестве подозреваемого человека, чья ДНК была обнаружена в перчатке, но сказал, что этот человек может способствовать раскрытию дела. «Мы считаем, что это критический элемент для раскрытия дела», — сказал Ротвелл.

Ротвелл сказал, что ДНК была проанализирована, и агенты знают, что это ДНК мужчины. Но они не опознали мужчину. По его словам, в ходе расследования агенты сравнили ДНК десятков мужчин, которые знали Гринстед или были связаны с ней. «Ни один из них не совпал», — сказал Ротвелл. ДНК также внесена в базы данных Джорджии и США, но совпадений до сих пор нет».
В феврале 2009 года в Интернете появились видеоролики с участием самопровозглашенного серийного убийцы. Назвав себя «Catch Me Killer», мужчина в видеороликах подробно рассказал о женщинах, как он утверждал, бывших его шестнадцатью жертвами, и власти определили, что одной из этих женщин была Гринстед. Хотя лицо и голос мужчины были скрыты в цифровом виде, полиция в конечном итоге установила, что создателем видео является 27-летний Эндрю Хейли. После серии допросов выяснилось, что Хейли не имел никакого отношения к похищениям — одержимый идеей славы в Сети, он раздобыл список пропавших за последнее время девушек и решил выдать себя за убийцу. После этого детективы вычеркнули Эндрю Хейли из списка подозреваемых по делу Тары Гринстед, однако он все же был приговорен к двум годам тюремного заключение за лжесвидетельство и препятствие правосудию.
В последующие годы полиция продолжала опрашивать свидетелей (показания которых были весьма противоречивы — одни уверяли, что в день исчезновения Тара вела себя как обычно, а другие настаивали, что девушка сильно нервничала и чего-то боялась) и искать новые улики, однако, несмотря на все приложенные усилия, расследование не сдвинулось с мертвой точки.
В 2011 году главный следователь GBI заявил, что «это дело никогда не останется нераскрытым», добавив, что зацепки по-прежнему поступают еженедельно.
Официальные лица и СМИ отметили, что в 2016–2017 годах подкаст Up and Vanished помог пролить новый свет на доказательства и возродил общественный интерес к делу.
23 февраля 2017 года GBI объявило, что они получили наводку, которая привела к аресту Райана Александра Дьюка за убийство Гринстед. Одна из знакомых Тары Гринстед сообщила детективам о том, что ее молодой человек Бо Дьюкс рассказал ей о соучастии в убийстве учительницы в 2005 году. Примерно за три года до исчезновения Гринстед Райан Дьюк учился в Средней школе округа Эруин, где Гринстед работала учителем.  Согласно ордерам, зачитанным в суде, Дьюк решил совершить кражу из дома Гринстед, и когда она поймала его на месте преступления, он задушил ее и вынес ее тело из дома. О другом аресте стало известно 3 марта 2017 года, Бо Дьюкс, бывший одноклассник Райана Дьюка, был обвинен в попытке скрыть убийство, воспрепятствовании задержанию и фальсификации улик. Сестра Гринстед, Анита Гэттис, сказала, что много лет знает семью Бо Дьюкса, но никогда не связывала его с исчезновением ее сестры. Многие коллеги погибшей учительницы испытали настоящий шок, когда узнали имя убийцы, а одна из преподавательниц школы — Венди Макфарланд — прокомментировала новость о поимке преступника в интервью: «Я сразу же заплакала. Это были и слезы радости, и облегчения, и слезы, которые сдерживались столько лет. Я знала его. Я видела его в коридорах школы. Я болела за него на футбольном поле, на теннисных кортах во время школьных матчей. Это чудовищно».
В августе 2017 года большое жюри выдвинуло четыре новых обвинения против Райана Дьюка: два пункта обвинения в даче ложных показаний, один пункт воспрепятствования задержанию преступника и один пункт обвинения в сокрытии смерти другого. Эти дополнительные обвинения основаны на обвинительном заключении округа Уилкокс, в котором говорится, что Дьюкс солгал сотруднику GBI, который допрашивал его в 2016 году по поводу исчезновения Гринстед.

## Суд
После того, как Райан Дьюк и Бо Дьюкс были арестованы, судья округа Эруин Мелани Кросс издала ордер о неразглашении информации, запрещающий всем, кто связан с этим делом, говорить об этом, чтобы защитить право Дьюка на справедливое судебное разбирательство. Телеканалы Джорджии WMAZ и WXIA оспорили ордер в суде, и судья Кросс смягчила ордер, но по-прежнему «ограничила публичные комментарии для всех, кто связан с обвинением или защитой, сотрудниками суда, а также действующими и бывшими полицейскими по делу». WMAZ и WXIA снова обратились с этим ордером в суд, и дело было передано в Верховный суд Джорджии в октябре 2017 года. В марте 2018 года ордер о неразглашении информации был отменен единогласно.
Суд над Бо Дьюксом начался 19 марта 2019 года. Он был признан виновным в содействии сокрытию убийства и 22 марта 2019 года приговорен к 25 годам лишения свободы.
Судебный процесс по делу об убийстве Тары Гринстед Райаном Дьюком был назначен на 1 апреля 2019 года, но Верховный суд Джорджии отложил судебное разбирательство 28 марта 2019 года, после того, как адвокаты Дьюка заявили, что им было неконституционно отказано в финансировании экспертов для дачи показаний от имени Дьюка. Судебный процесс начался 9 мая 2022 года. На суде Райан Дьюк не признал себя виновным в убийстве и обвинил Бо Дьюкса в убийстве. 20 мая 2022 года присяжные признали Райана Дьюка невиновным в убийстве, нападении при отягчающих обстоятельствах и краже со взломом, но виновным в сокрытии смерти. В суде Дьюк показал, что его признание в убийстве было ложным, заявив присяжным, что он сделал это под воздействием наркотиков и в страхе перед настоящим убийцей — своим другом с похожей фамилией Дьюкс. Он сказал, что Бо Дьюкс разбудил его в передвижном доме, где они жили вместе в 2005 году, и сказал ему, что убил Тару Гринстед, после чего показал Дьюку сумочку и бумажник их учителя. Хотя ее тело так и не было найдено, следователи сопоставили ДНК Гринстед с фрагментами костей, обнаруженными в том месте, где Райан Дьюк показал следователям, что он и Бо Дьюкс  сожгли ее. 23 мая 2022 года Райан Дьюк был приговорен Верховным судом округа Эруин к 10 годам тюремного заключения за сокрытие тела. Приговор, вынесенный судьей, был максимально допустим наказанием. К моменту вынесения приговора Райан Дьюк уже отсидел около половины этого срока в ожидании суда.
Прокуратура настаивала на том, что признание Дьюка включало в себя детали, которые знал только убийца, например, Дьюк рассказал следователям, что позвонил домой Гринстед из телефона-автомата после побега из дома, чтобы узнать, ответит ли она. Когда она этого не сделала, он вернулся и нашел ее мертвой. Следователи также обнаружили ДНК Дьюка на латексной перчатке, найденной во дворе Гринстед. Тем не менее, его показания вызвали у присяжных достаточно сомнений, и он был оправдан по всем пунктам обвинения, кроме сокрытия ее смерти. Бо Дьюкс был вызван в суд для дачи свидетельских показаний, но отказался отвечать на вопросы суда, сославшись на свое право Пятой поправки против дачи показаний против самого себя.